# Fagraholms fly naturreservat
Fagraholms fly är ett naturreservat i Uppvidinge kommun i Kronobergs län.
Området är skyddat sedan 2001 och är 82 hektar stort. Det är beläget 3,5 km nordost om Nottebäcks kyrka och består främst av mosse och barrskog.
Den orörda myrmarken är omgiven av gammal skog av tall och gran. I öster gränsar området till Sjöatorpasjön. I våtmarkerna växer bland annat tuvull, ljung, vitag, dystarr, kallgräs och flytvitmossa. Den centralt belägna mossen omges av sumpskog, kärr och skog på fastmark. Barrskogen är gammal och har en ålder på minst 100 år. I öster nere vid sjön är tallskogen grovvuxen.